# Valero Energy
Valero Energy Corporation (NYSE: VLO) es un productor y comercializador internacional Fortune 500 de carburantes, otros productos petroquímicos y electricidad. Está radicado en San Antonio, Texas, Estados Unidos.Valero Energy empresa estadounidense, cuenta con unas 15 refinerías de petróleo en todo el mundo y procesa unos 3.2 millones de bpd, tiene 7 de ellas en la zona de la Costa del Golfo de México, Históricamente, las refinerías estadounidenses han procesado crudo pesado procedente de Venezuela.